# Проблема всезлого Бога
Проблема всезлого Бога — мысленный эксперимент, задача которого состоит в том, чтобы объяснить, почему существование всеблагого Бога вероятнее существования всезлого Бога. Предлагающие этот эксперимент утверждают, что до тех пор пока нет подходящего объяснения, нет никаких оснований считать Бога добрым или источником моральных ценностей.

## Проблема
Суть проблемы всезлого Бога в том, что требуется объяснение, почему вера во всемогущего и всеблагого Бога значительно разумнее веры во всемогущего и всезлого Бога. Большинство популярных аргументов в пользу существования Бога не дают понимания его нравственной природы, а потому могут доказывать существование как всеблагого, так и всезлого Бога.

## История
В статьях Стивена Кана, Питера Милликена, Эдварда Штейна, Кристофера Нью, и Чарльза Б. Дэниэлса рассмотрено понятие «анти-бога» — всемогущего, всезнающего и всезлого. Проблематика «злого бога» подробно и в нескольких вариантах была раскрыта философом Стивеном Лоу. Джон Занде считал более вероятным, что Бог является злым, и опубликовал в 2015 году расширенный аргумент этого. По его мнению самоусложняющаяся природа вселенной не только решает проблему добра, но даёт теологические доказательства злой природы творца. Стивен Лоу отметил, что эта работа представляет собой интригующее развитие идеи злого Бога.
Израильский доктор философии Яков Хилькевич рассуждая о пари Паскаля считает возможным «легко показать, что предпочтительна вера в строгого (мелочно мстительного, гневного и т. п.), а не сверхмилосердного бога». Испытывая страх перед строгим богом мы ничем не рискуем, если он окажется милосердным. Но отсутствие страха и игнорирование запретов в надежде на божественное милосердие крайне опасно, если взыскание будет строгим.

## Критика
Было представлено несколько критических замечаний и ответов на проблему злого Бога. Уильям Лейн Крейг, Стив Викстра, Дэн Ховард-Снайдер и Майк Ри предположили, что само существование в мире добра опровергает утверждения о существовании всемогущего и всезлого Бога. Уильям Лейн Крейг предположил, что всезлой Бог, следуя своей природе, создал бы мир, лишённый всякого добра, тогда как всеблагой Бог создал бы мир, содержащий элементы как добра, так и зла. Стивен Лоу утверждает, что даже если существование всезлого Бога по этой причине логически несостоятельно, то аналогичным образом должно быть отвергнуто существование всеблагого Бога на основании существования зла.
Макс Эндрюс возражает против утверждения Лоу, не отрицая существование зла как такового, а, выступая против понимания зла, предлагаемого Стивеном Лоу. Поставленная Лоу проблема справедлива в случае, если зло принимается как «равное и противоположное» добру, в таком случае проблема всезлого Бога основана не на самом существовании зла, а не отдельном его понимании. Вместо этого Эндрюс принимает определение зла, данное Аврелием Августином, согласно которому зло является не противоположным добру, а представляет собой лишь отсутствие добра, таким образом, всезлой Бог и всеблагой Бог по определению несопоставимы, что делает дальнейшую линию аргументации бессмысленной. Согласно этому определению, сравнение между всеблагим и всезлым Богом было бы похоже на сравнение между яблоками и отсутствием яблок. Далее Эндрюс предполагает, что, учитывая это определение зла, представление о всезлом Боге является бессвязным, поскольку такой Бог не мог бы представить, что все, что он делал, было злом. Другими словами, проблема всезлого Бога не является чисто атеистическим аргументом, так как основана на определённом богословском или онтологическом убеждении о природе зла, которое не принимается многими теистами.
Отвергая характеристику зла Эндрюса, приведённую в его «Ответе на проблему „всезлого Бога“, поднятую Стивеном Лоу», Джон Занде утверждал, что абсолютное зло не является, как предполагает Эндрюс, «максимально эгоистичным», ненавистливым, мстительным или даже враждебным, а лучше всего описывается как чрезвычайно прагматичное и тщательно следящее за своими потребностям; поощряющего, защищающего и даже восхищающегося жизнью в её борьбе за выживание. Таким образом, абсолютное зло в представленном виде не является Уроборосом колоссальных масштабов, безнадёжно предающимся потаканию своим желаниям и обречённым осквернять себя и все свои творения, поскольку мир, движимый только безудержной жестокостью, больше напоминал бы неистовый, перегретый и недолговечный костёр, чем безопасный, творческий и в конечном итоге прибыльный рынок, желаемый творцом, который, помимо всего прочего, стремится максимизировать своё собственное удовольствие с течением времени.